# Luís Vilhena
Luís Miguel Vilhena de Carvalho (Lisboa, 7 de julho de 1963) é um arquiteto e político português. Foi deputado à Assembleia da República pelo Partido Socialista, tendo sido eleito pelo círculo da Madeira.

## Biografia

### Percurso profissional
Terminou a licenciatura em Arquitetura pela Faculdade de Arquitetura da Universidade Técnica de Lisboa em 1987. Em 1989, começou a trabalhar na Madeira e fundou ateliê próprio em 1995. Entre 2003 e 2005, foi presidente da delegação da Madeira da Ordem dos Arquitetos e, entre 2010 e 2013, presidente do Conselho Nacional de Delegados da mesma ordem profissional. Em julho de 2019, anunciou que se iria candidatar a bastonário da Ordem dos Arquitetos no final do ano.

### Percurso político
Foi vereador sem pelouro da Câmara Municipal do Funchal, eleito pelo Partido Socialista, entre 2005 e 2007, tendo perdido o mandato por entrega tardia da declaração de interesses. Foi o segundo candidato da lista do Partido Socialista pelo círculo da Madeira às eleições legislativas de 2015, acabando por ser eleito.
Em abril de 2018, foi um dos deputados insulares envolvidos numa polémica sobre alegado uso indevido de subsídios públicos, por utilizarem dois subsídios que visavam os mesmos fins. Estes deputados recebiam, por inerência ao cargo, um subsídio de deslocação à respetiva morada fiscal (calculado em função da distância entre o Parlamento e o local de residência), mas levantavam ainda um subsídio atribuído a todos os ilhéus e que cobre parte do preço das viagens aéreas entre os arquipélagos e Portugal Continental.